# بروس باين
بروس باين (بالإنجليزية: Bruce Payne)‏ هو ممثل بريطاني، ولد في 30 نوفمبر 1957 بووكينغ في المملكة المتحدة.

## أعمال

### أفلام
- (2013) الفرار[5]

## وصلات خارجية
- بروس باين على موقع IMDb (الإنجليزية)
- بروس باين على موقع ألو سيني (الفرنسية)
- بروس باين على موقع أول موفي (الإنجليزية)
- بروس باين على موقع قاعدة بيانات الأفلام السويدية (السويدية)
- بروس باين على موقع إن إن دي بي (الإنجليزية)
- بروس باين على موقع قاعدة بيانات الفيلم (الإنجليزية)
- بروس باين على موقع كينوبويسك (الروسية)

[[تصنيف:خريجو الأكاديمية الملكية للفنون المسرحية
نيف:ممثلون إنجليز في القرن 21]]